# Uzbekistan i olympiska sommarspelen 2004
Uzbekistan deltog i olympiska sommarspelen 2004 med en trupp bestående av 69 idrottare som blivit uttagna av Uzbekistans olympiska kommitté.

## Medaljörer
| Medalj | Namn                    | Sport     | Gren                       |
| ------ | ----------------------- | --------- | -------------------------- |
| 1      | Artur Tajmazov          | Brottning | Herrarnas 120 kg, fristil  |
| 1      | Aleksandr Dokturisjvili | Brottning | 74 kg grekisk-romersk stil |
| 2      | Magomed Ibragimov       | Brottning | Herrarnas 96 kg, fristil   |
| 3      | Bachodirzjon Sultonov   | Boxning   | Bantamvikt                 |
| 3      | Utkirbek Hajdarov       | Boxning   | Lätt tungvikt              |

## Bordtennis
Damsingel
- Manzura Inoyatova
  - Omgång 1: Förlorade mot Maria Fazekas från Ungern (6 – 11, 7 – 11, 3 – 11, 7 – 11)

## Boxning
Flugvikt
- Toʻlashboy Doniyorov
  - Sextondelsfinal: Besegrade Violito Payla of the Filippinerna (36 – 26)
  - Åttondelsfinal: Besegrade Ron Siler från USA (45 – 22)
  - Kvartsfinal: Förlorade mot Jerome Thomas från Frankrike (16 – 25)

Bantamvikt
- Bachodirzjon Sultonov
  - Sextondelsfinal: Bye
  - Åttondelsfinal: Besegrade Andrzej Liczik från Polen (outscored; Round 2, 1:28)
  - Kvartsfinal: Besegrade Andrew Kooner från Kanada (44 – 32)
  - Semifinal: Förlorade mot Guillermo Rigondeaux Ortiz från Kuba (13 – 27) (Bronsmedalj)

Fjädervikt
- Bekzod Xidirov
  - Sextondelsfinal: Besegrade Sohail Ahmed of Pakistan (outscored; omgång 2, 1:30)
  - Åttondelsfinal: Förlorade mot Galib Jafarov från Kanada (22 – 40)

Lätt weltervikt
- Dilshod Mahmudov
  - Sextondelsfinal: Bye
  - Åttondelsfinal: Besegrade Alessandro Matos från Brasilien (26 – 16)
  - Kvartsfinal: Förlorade mot Yudel Johnson Cedeno från Kuba (28 – 32)

Weltervikt
- Sherzod Husanov
  - Sextondelsfinal: Besegrade Jean Carlos Prada från Venezuela (33 – 20)
  - Åttondelsfinal: Besegrade Bulent Ulusoy från Turkiet (23 – 9)
  - Kvartsfinal: Förlorade mot Oleg Saitov från Ryssland (14 – 22)

Mellanvikt
- Sherzod Abdurahmonov
  - Sextondelsfinal: Besegrade Serdar Ustuner från Turkiet (34 – 16)
  - Åttondelsfinal: Förlorade mot Gaydarbek Gaydarbekov från Ryssland (19 – 33)

Lätt tungvikt
- Oʻtkirbek Haydarov
  - Sextondelsfinal: Besegrade Isaac Ekpo från Nigeria (21 – 11)
  - Åttondelsfinal: Besegrade Abdelhani Kensi från Algeriet (31 – 19)
  - Kvartsfinal: Besegrade Ihsan Yildirim Tarhan från Turkiet (16 – 11)
  - Semifinal: Förlorade mot Andre Ward från USA (15 – 17) ('Bronsmedalj)

Tungvikt
- Igor Alborov
  - Åttondelsfinal: Förlorade mot Mohamed Elsayed från Egypten (18 – 18; decision)

Supertungvikt
- Rustam Saidov
  - Åttondelsfinal: Förlorade mot Michel Lopez Nunez från Kuba (13–18

## Brottning
Fristil, herrar 55 kg
- Dilshod Mansurov
  - Pool 6
    - Besegrade Bashir Ahmad Rahmati från Afghanistan (Superiority; 5:03)
    - Förlorade mot Mavlet Batirov från Ryssland (1 – 3)

  - 2:a i poolen, gick inte vidare (12 TP, 5 CP, 10:a totalt)

Fristil, herrar 60 kg
- Damir Zaxartdinov
  - Pool 6
    - Besegrade Kenji Inoue från Japan (3 – 2)
    - Förlorade mot Lubos Cikel från Österrike (5 – 6)
    - Förlorade mot Jung Young-Ho från Sydkorea (Fall; 4:21)

  - 3:a i poolen, gick inte vidare (13 TP, 4 CP, 9:a totalt)

Fristil, herrar 66 kg
- Artur Tavkazaxov
  - Pool 6
    - Förlorade mot Makhach Murtazaliev från Ryssland (2 – 8)
    - Besegrade Alireza Dabir från Iran (5 – 4)

  - 2:a i poolen, gick inte vidare (7 TP, 4 CP, 13:e totalt)

Fristil, herrar 96 kg
- Magomed Ibragimov
  - Pool 2
    - Besegrade Aleksej Krupniakov från Kirgizistan (3 – 2)
    - Besegrade Krassimir Kotchev från Bulgarien (3 – 0)

  - 1:a i poolen, Kvalificerad (6 TP, 7 CP)
  - Kvartsfinal: Besegrade Wang Yuanyuan från Kina (4 – 1)
  - Semifinal: Besegrade Alireza Heidari från Iran (6 – 4)
  - Final: Förlorade mot Khadjimourat Gatsalov från Ryssland (1 – 4) (Silver)

Fristil, herrar 120 kg
- Artur Taymazov
  - Pool 2
    - Besegrade Marek Garmulewicz från Polen (Superiority; 3:55)
    - Besegrade Palwinder Singh Cheema från Indien (Superiority; 1:13)

  - 1:a i poolen, Kvalificerad (20 TP, 8 CP)
  - Kvartsfinal: Besegrade Kuramagomed Kuramagomedov från Ryssland (7 – 3)
  - Semifinal: Besegrade Aydin Polatci från Turkiet (3 – 0 ; 6:14)
  - Final: Besegrade Alireza Rezaei från Iran (Fall; 4:33) (Guld)

Grekisk-romersk stil, herrar 74 kg
- Aleksandr Dokturashvili
  - Pool 6
    - Besegrade Tamas Berzicza från Ungern (4 – 2; 7:09)
    - Besegrade Vugar Aslanov från Azerbajdzjan (4 – 0)
    - Besegrade Alexios Kolistopoulos från Grekland (8 – 4)

  - 1:a i poolen, Kvalificerad (16 TP, 9 CP, 13:a totalt)
  - Kvartsfinal: Bye
  - Semifinal: Besegrade Varteres Samouragchev från Ryssland (5 – 2)
  - Final: Besegrade Marko Yli-Hannuksela från Finland (4 – 1) (Guld)

Grekisk-romersk stil, herrar 96 kg
- Aleksey Cheglakov
  - Pool 5
    - Besegrade Igors Kostins från Kirgizistan (3 – 2)
    - Förlorade mot Memhmet Ozal från Turkiet (0 – 3)

  - 2:a i poolen, gick inte vidare (3 TP, 3 CP, 14:e totalt)

## Cykling
Herrarnas linjelopp
- Sergey Lagutin
  - 5:50:35 (59:a totalt, 8:51 bakom)

## Friidrott
Herrarnas 800 meter
- Erkinjon Isoqov
  - Omgång 1: 1:48.28 (8:a i heat 4, gick inte vidare, 54:a totalt)

Herrarnas stavhopp
- Leonid Andrejev
  - Kval: Startade inte

Herrarnas spjutkastning
- Sergey Voynov
  - Kval: 74.68 m (12:a i grupp B, gick inte vidare, 24:a totalt)

Herrarnas tiokamp
- Pavel Andreyev
  - Fullföljde inte
    - 100 meter: 11.29 s (797 poäng)
    - Längdhopp: Ingen notering (0 poäng) (Totalt: 797 poäng)
    - Kulstötning: 14.30 m (747 poäng) (Totalt: 1544 poäng)
    - Höjdhopp: 2.00 m (803 poäng) (Totalt: 2347 poäng)
    - 400 meter: 51.46 s (741 poäng) (Totalt: 3088 poäng)
    - 110 meter häck: 15.54 s (785 poäng) (Totalt: 3873 poäng)
    - Diskuskastning: 41.89 m (703 poäng) (Totalt: 4576 poäng)
    - Stavhopp: 4.90 m (880 poäng) (personbästa) (Totalt: 5456 poäng)
    - Spjutkastning: Startade inte

- Vitaliy Smirnov
  - 7993 poäng (17:a totalt)
    - 100 meter: 10.89 s (885 poäng)
    - Längdhopp: 7.07 m (830 poäng) (Totalt: 1715 poäng)
    - Kulstötning: 13.88 m (721 poäng) (personbästa) (Totalt: 2436 poäng)
    - Höjdhopp: 1.94 m (749 poäng) (Totalt: 3185 poäng)
    - 400 meter: 49.11 s (856 poäng) (Totalt: 4041 poäng)
    - 110 meter häck: 14.77 s (978 poäng) (Totalt: 4826 poäng)
    - Diskuskastning: 42.47 m (715 poäng) (Totalt: 5634 poäng)
    - Stavhopp: 4.70 m (819 poäng) (personbästa) (Totalt: 6453 poäng)
    - Spjutkastning: 60.88 m (751 poäng) (Totalt: 7204 poäng)
    - 1500 meter: 4:23.31 (789 poäng) (personbästa) (Totalt: 7993 poäng)

Damernas 100 meter
- Guzеl Xubbiеva
  - Omgång 1: 11.31 s (4:a i heat 2, kvalificerad, 19:e totalt)
  - Omgång 2, 11.35 s (6:a i heat 4, gick inte vidare, 19:e totalt )

- Lyubov Perepelova
  - Omgång 1: 11.30 s (3:a i heat 8, kvalificerad, 17:e totalt)
  - Omgång 2: 11.26 s (4:a i heat 2, kvalificerad, 13:e totalt)
  - Semifinal: 11.40 s (8:a i semifinal 2, gick inte vidare, 16:e totalt)

Damernas 200 meter
- Lyubov Perepelova
  - Omgång 1: 24.10 s (5:a i heat 2, gick inte vidare, 39:a totalt)

Damernas 400 meter
- Zamira Amirova
  - Omgång 1: 54.43 s (7:a i heat 3, gick inte vidare, 37:a totalt)

Damernas längdhopp
- Anastasiya Juravlyova
  - Kval: 6.39 m (12:a i grupp B, gick inte vidare, 27:a totalt)

Damernas tresteg
- Anastasiya Juravlyova
  - Kval: 13.64 m (11:a i grupp B, gick inte vidare, 27:a totalt)

Damernas kulstötning
- Olga Shukina
  - Kval: Diskvalificerad

Shchukina testades positivt för dopning.
Damernas spjutkastning
- Liliya Doʻsmetova
  - Kval: 52.46 m (20:a i grupp B, gick inte vidare, 38:a totalt)

## Gymnastik
Artistisk
Mångkamp, ind., damer
- Oxana Chusovitina
  - Kval: 8.675 poäng (97:a totalt)
    - Hopp: 8.800 poäng (23:a totalt)

Trampolin
Damer, trampolin
- Yekaterina Xilko
  - Kval: 61.60 poäng (11:a totalt, gick inte vidare)

## Judo
Herrarnas extra lättvikt (-60 kg)
- Sanjar Zokirov
  - Sextondelsfinal: Förlorade mot Revazi Zintiridis från Grekland (Tani-otoshi; ippon – 4:33)

Herrarnas halv lättvikt (-66 kg)
- Murat Kalikulov
  - Sextondelsfinal: Förlorade mot Milos Mijakovic från Serbien och Montenegro (Obitori-gaeshi; waza-ari)

Herrarnas lättvikt (-73 kg)
- Egamnazar Akbarov
  - Sextondelsfinal: Förlorade mot Bernard Sylvain Mvondo från Kamerun (straffpoäng; 2 shidos)

Herrarnas halv mellanvikt (-81 kg)
- Ramziddin Saidov
  - Sextondelsfinal: Förlorade mot Siarhei Shundzikau från Belarus (Sukui-nage ; ippon – 3:58)

MHerrarnas mellanvikt (-90 kg)
- Vyacheslav Pereteyko — Besegrades i sextondelsfinalen
  - Återkval sextondelsfinal: Förlorade mot Dionysios Iliadis från Grekland (Kouchi-gari ; ippon – 1:55)

Herrarnas tungvikt (+100 kg)
- Abdullo Tangriyev — Besegrades i sextondelsfinalen
  - Återkval sextondelsfinal: Besegrade Mathieu Bataille från Frankrike (Tsuri-goshi ; ippon – 4:17)
  - Återkval åttondelsfinal: Besegrade Indrek Pertelson från Estland (Sumi-otoshi  ; yuko)

## Kanotsport
Herrarnas K-1 500 m
- Anton Ryaxov
  - Heat: 1:42,253 (6:e plats i heat 2, advanced to semifinal)
  - Semifinal: 1:40,737 (5:e plats i semifinal 1, gick inte vidare, 12:a totalt)

Herrarnas K-1 1000 m
- Danila Turchin
  - Heat: 3:48,140 (8:e plats i heat 2, gick inte vidare, 24:a totalt)

Herrarnas K-2 500 m
- Aleksey Babadjanov och Sergey Borzov
  - Heat: 1:34,782 (7:e plats i heat 1, advanced to semifinal)
  - Semifinal: 1:33,654 (6:e plats i semifinal 2, gick inte vidare, 15:e totalt)

Herrarnas K-2 1000 m
- Danila Turchin och Michail Tarasov
  - Heat: 3:24,031 (8:e plats i heat 2, gick inte vidare, 16:e totalt)

Herrarnas K-4 1000 m
- Aleksey Babadjanov, Dmitriy Strijkov, Sergey Borzov, Anton Ryaxov
  - Heat: 3:01,446 (5:a i heat 2, gick till semifinal)
  - Semifinal: 2:56,594 (4:a i semifinal 1, gick inte vidare, 10:a totalt)

Damernas K-1 500 m
- Yulya Borzova
  - Heat: 1:56,586 (6:a i heat 2, gick till semifinal)
  - Semifinal: 1:59,560 (6:a i semifinal 2, gick inte vidare, 17:e totalt)

## Rodd
Herrar
| Idrottare                         | Gren                    | Heat    | Heat      | Återkval | Återkval  | Semifinal | Semifinal | Final            | Final            | Final |
| Idrottare                         | Gren                    | Tid     | Placering | Tid      | Placering | Tid       | Placering | Tid              | Placering        |       |
| --------------------------------- | ----------------------- | ------- | --------- | -------- | --------- | --------- | --------- | ---------------- | ---------------- | ----- |
| Vladimir Tchernenko               | Singelsculler           | 7:38,27 | 3 R       | 7:13,43  | 3 SD/E    | 7:13,21   | 3 FD      | 7:23,56          | 24               |       |
| Sergej Bogdanov Ruslan Naurzaliev | Lättvikts-dubbelsculler | 6:52,34 | 5 R       | 6:45,69  | 4 SC/D    | 6:45,47   | 5         | Gick inte vidare | Gick inte vidare |       |

Damer
| Idrottare     | Gren          | Heat    | Heat      | Återkval | Återkval  | Semifinal | Semifinal | Final   | Final     | Final |
| Idrottare     | Gren          | Tid     | Placering | Tid      | Placering | Tid       | Placering | Tid     | Placering |       |
| ------------- | ------------- | ------- | --------- | -------- | --------- | --------- | --------- | ------- | --------- | ----- |
| Elena Usarova | Singelsculler | 8:32,56 | 6 R       | 8:06,11  | 5 SC/D    | 8:34,04   | 6 FC      | 8:09,92 | 23        |       |

## Taekwondo
| Idrottare          | Gren            | Åttondelsfinaler     | Kvartsfinaler           | Semifinaer           | Återkval             | Bronsmatch           | Final                | Final            |
| Idrottare          | Gren            | Motståndare Resultat | Motståndare Resultat    | Motståndare Resultat | Motståndare Resultat | Motståndare Resultat | Motståndare Resultat | Placering        |
| ------------------ | --------------- | -------------------- | ----------------------- | -------------------- | -------------------- | -------------------- | -------------------- | ---------------- |
| Irina Kajdasjova   | Damernas −57 kg | Bye                  | Salazar (MEX) L 7–7 SUP | Gick inte vidare     | Gick inte vidare     | Gick inte vidare     | Gick inte vidare     | Gick inte vidare |
| Natalja Mikrjukova | Damernas +67 kg | Rase (BEL) L 6–9     | Gick inte vidare        | Gick inte vidare     | Gick inte vidare     | Gick inte vidare     | Gick inte vidare     | Gick inte vidare |